# 初禅天
初禅天，佛家认为是天界中色界天的第一个层次，为已经脱离欲念，达到初禅境界的天人所居住。此天远离欲界恶法，众生心生喜乐，故又称离生喜乐地。

## 概论
世界分为三界：欲界、色界、无色界。色界谓已脱离了欲念，但仍有色身（物质身）的天界。色界天根据禅定功夫又分为初禅天、二禅天、三禅天、四禅天四个层次，每个层次各有多级天。
初禅天自下往上依次为：梵身天、梵众天、梵辅天、大梵天。大梵天王为初禅天之主，梵众天为梵天王的众民所居，梵辅天为梵天王的辅臣及其亲眷所居。有时梵身天未单列，只作为梵众天之异名，而只列出梵众天、梵辅天、大梵天三天。有些部派则将大梵天并入梵辅天，只分梵众天、梵辅天二天。

## 往生
初禅天及馀色界天，皆已脱离了世间欲望，而以禅乐为乐。若人要往生初禅天，必须通过禅定功夫达到「清净心中，诸漏不动」的初禅境界方可。